# Sex Tape (pel·lícula 2014)
Sex Tape: Problemes al núvol és una comèdia estatunidenca de 2014, dirigida per Jake Kasdan amb Cameron Diaz i Jason Segel en els papers principals. Ha estat doblada i subtitulada al català.

## Argument
L'Annie (Cameron Diaz) i en Jay (Jason Segel) són una parella que enregistra un vídeo porno casolà, el problema el tenen quan veuen que accidentalment han compartit la gravació per la xarxa amb amics i coneguts. Angoixats pels possibles efectes emprenen una cursa per intentar eliminar-lo.

## Repartiment
- Cameron Diaz: Annie
- Jason Segel: Jay
- Rob Corddry: Robby
- Ellie Kemper: Tess
- Rob Lowe: Hank
- Nat Faxon: Max
- Nancy Lenehan: Linda
- Randall Park: Edward
- Dave Allen: el carter
- Sebastian Hedges Thomas: Clive
- Jack Black: el propietari de YouPorn

## Al voltant de la pel·lícula
Cameron Diaz i Jason Segel tornen a rodar junts en aquest film després de la seva primera col·laboració a la comèdia Bad Teacher (2011)